# Pelagonia

Pelagonia

Pelagonia (en griego antiguo: Πελαγονíα o Pelagonía; en macedonio: Пелагонија o Pelagonija), era una región de la Grecia Antigua, posteriormente incorporada al Reino de Macedonia. Limitaba, aproximadamente, con Dardania en su extremo septentrional, con Iliria al norte y al oeste, Peonia al este, y Lincestis al sur. La región estaba habitada por pelagonios, peonios e ilirios, y fue posteriormente colonizada por los macedonios. Estrabón llama a Pelagonia Tripolitis, en referencia a las tres ciudades de la antigua Pelagonia.
Actualmente, Pelagonia (o Pelagonija) es un valle dividido entre Macedonia del Norte y Grecia. Incorpora las ciudades macedonias de Bitola y Prilep y la griega de Flórina, así como el paso fronterizo clave de Medžitlija-Niki. Fue el escenario de la Batalla de Pelagonia entre el Principado de Acaya y el Imperio de Nicea en 1259.